# Noh-Varr
Noh-Varr es un superhéroe que aparece en los cómics estadounidenses publicados por Marvel Comics. Creado por el escritor Grant Morrison y el artista J. G. Jones, el personaje apareció por primera vez en Marvel Boy #1 (agosto de 2000). Más tarde apareció en la serie limitada Civil War: Jóvenes Vengadores/Runaways y New Avengers: Illuminati. Después de su aparición en Invasión Secreta, se unió a los Vengadores Oscuros. Ha sido integrante de Los Vengadores, Jóvenes Vengadores, Vengadores de la Costa Oeste y Guardianes de la Galaxia. El personaje también ha sido conocido como Marvel Boy, Capitán Marvel y Protector en varios momentos de su historia.
Noh-Varr ha sido descrito como uno de los héroes masculinos más notables y poderosos de Marvel, siendo etiquetado como un símbolo sexual queer.

## Historia de la publicación
Su primera aparición fue en Marvel Boy, una serie limitada de seis números publicada entre agosto de 2000 y marzo de 2001. La serie fue escrita por Grant Morrison, ilustrada por J. G. Jones con Sean Parsons y coloreada por Matt Milla de Avalon Studios.
Después de Marvel Boy el personaje ha aparecido en varias series. Tuvo un papel importante en el final de Invasión Secreta, lo que le llevó a su nuevo papel como el Capitán Marvel de Dark Avengers. 
Se incorporó como personaje regular en Los Vengadores en agosto de 2010 con el nombre de Protector. Abandonó el equipo en agosto de 2010.
Apareció de nuevo como Marvel Boy en 2013, como parte de los Jóvenes Vengadores de Kieron Gillen y Jamie McKelvieef.

## Biografía ficticia
Noh-Varr sirve como alférez a bordo de la goleta interestelar Kree Diplomatic Gestalt, la Marvel, que atraviesa millones de dimensiones alternativas en su camino a casa. La nave es atraída hacia el Universo Marvel y derribada por las fuerzas del Doctor Midas, un multimillonario obsesionado con obtener poderes mediante la absorción de rayos cósmicos. Midas hace volar a Marvel del cielo en un intento de adquirir los motores de rayos cósmicos de la nave. Sus amigos y camaradas mueren, Noh-Varr emerge como el único superviviente.
Noh-Varr luego se encuentra con la corporación inteligente conocida como Hexus. Liberado accidentalmente de una celda de contención cuando Marvel se estrelló, Hexus comienza a hacerse cargo del comercio mundial en un intento de subyugar a la población humana y, en última instancia, controlar la Tierra. Noh-Varr invade el centro de control de Hexus y finalmente destruye el "parásito social" al revelar todos sus secretos comerciales a sus competidores.
Noh-Varr se ve perseguido por el Doctor Midas y sus secuaces, y al forjar una alianza con la hija de Midas, Oubliette, Noh-Varr derrota al megalómano. Después de la batalla, agentes de S.H.I.E.L.D. capturan a Noh-Varr y es encarcelarlo en una prisión aparentemente ineludible conocida como el Cubo. Mientras está bajo custodia, Noh-Varr declara la guerra a la Tierra y a la raza humana.

### Nuevos Vengadores: Illuminati
Noh-Varr en un momento llama la atención de los Illuminati. Sus miembros: Profesor X, Mister Fantastico, Black Bolt, Iron Man, Doctor Strange y Namor están preocupados por el hecho de que Noh-Varr haya declarado la guerra a todo el planeta e intentan cambiar de opinión. Lo visitan en el Cubo en forma de proyección mental y le hablan a su vez, explicándole el legado del Capitán Marvel y diciéndole a Noh-Varr que puede elegir vivir como un héroe o pasar el resto de su vida en El Cubo. Al final, le dejan la opción y le dicen que se gane la salida. (Illuminati #1)

### Civil War
A Noh-Varr le lavan el cerebro y le ordenan a capturar a los Runaways por orden de la Directora de S.H.I.E.L.D., Maria Hill.
Después de ser liberado para su misión por el cruel guardián del Cubo, Noh-Varr somete brutalmente a los Runaways y a los Jóvenes Vengadores. Cuando el guardián del Cubo siente que la misión ha terminado con éxito, ordena la recuperación de Noh-Varr. Mientras los Jóvenes Vengadores y los Runaways asaltan el Cubo, él los involucra en la batalla. Después de una breve pelea, Noh-Varr es derrotado y Vision invierte el control mental del Cubo sobre él. Se le ve tomando el control del Cubo y declarándolo la ciudad capital del nuevo Imperio Kree.

### Invasión secreta
Cuando el virus alienígena que cargan los Skrulls libera a todos los prisioneros dentro del Cubo, Noh-Varr anuncia que es "hora de irse". Más tarde, mientras escapaba en un minijet S.H.I.E.L.D. robado, lo detuvo un Khn'nr moribundo. Al principio confundiéndolo con el Capitán Marvel original, Noh-Varr se detiene a escuchar sus últimas palabras, mientras Khn'nr lo nombra como el nuevo Protector de la Tierra, impulsándolo a desempeñar el papel que una vez cubrió el propio Mar-Vell y detener a los Skrulls, percibidos como mentirosos y seres sin honor. Noh-Varr queda conmocionado por la revelación, después de presenciar cómo Khn'nr moribundo volvía a su apariencia alienígena Skrull.
Finalmente, decidiendo tomar partido en la guerra, Noh-Varr utiliza las energías solares de las Nega-Bands del Capitán Marvel, provocando una gran explosión en medio de la batalla en Nueva York. Luego le declara al ejército Skrull que su invasión ha terminado.

### Vengadores Oscuros
Noh-Varr es dicho por Norman Osborn que es un héroe de guerra y que quiere que sea quien realmente es. Es reclutado para el equipo de los Vengadores de Norman Osborn y asume el papel del nuevo Capitán Marvel.
Cuando la sucursal de la Iglesia de Hala en Charleston, Carolina del Sur, se suicida en masa debido a que Noh-Varr tomó el nombre del Capitán Marvel, Carol Danvers va a investigar. Mientras mira a su alrededor, encuentra a Noh-Varr en un callejón detrás de la iglesia. Después de que Carol intenta atacar a Nor-Varr dos veces y lo culpa por lo que la iglesia ha hecho en nombre del Capitán Marvel original, él explica que el Capitán Marvel para el que fundaron esta iglesia era un Skrull y murió en sus brazos, reclamando su amor por este mundo y su gente y le pidió que proteja este mundo de aquellos que desean dañarlo. Carol no lo cree y Noh-Varr se va volando, diciéndole que crea lo que quiera y que recuerde este encuentro, porque él nunca lanzó un puñetazo.
Después de su primera misión, Noh-Varr muestra una atracción por su compañera de equipo Ms. Marvel, lo cual es notado por su compañero Ares, para su diversión. Luego, el equipo decide relajarse en la Torre de los Vengadores una vez que hayan regresado. Por la noche, Noh-Varr regresa de la ducha a su habitación cuando Karla lo invita a su habitación. Después de tener relaciones sexuales con Noh-Varr, Karla enciende la televisión y le dice que quería ver cómo Norman explicaría por qué sus "Vengadores" están llenos de criminales. Noh-Varr se sorprende al saber que el resto de sus compañeros de equipo son todos criminales que se hacen pasar por héroes. Luego él desaparece.

### Vengadores post-oscuros
Desde que abandonó el equipo, Noh-Varr ha mantenido un perfil bajo para eludir a los Vengadores Oscuros y ha estado tratando de determinar cuál es su papel mientras vive en la Tierra. En Dark Reign: The List - Wolverine, se revela que una de las misiones de Noh-Varr como Dark Avenger era capturar las instalaciones del mundo. Va con Wolverine y le advierte sobre el plan de Osborn y juntos, le quitan las instalaciones del mundo a Osborn, dejándola en manos de Fantomex. Más tarde, Noh-Varr se hace amigo de una joven llamada Annie al mismo tiempo que Sentry lo encuentra y ha venido a llevarlo de regreso a Osborn. Se produce una batalla en el medio de Manhattan con Noh-Varr a punto de perder cuando Annie interviene y dispara contra Sentry con una de las armas Kree de Noh-Varr, distrayéndolo. Noh-Varr huye y regresa a un edificio abandonado donde ha estado construyendo un comunicador Kree para contactar con la Inteligencia Suprema Kree. 
En Dark Avengers Annual #1, un mensaje holográfico enviado por la Inteligencia Suprema le dice a Noh-Varr que las acciones de los Skrulls durante la Invasión Secreta han dejado a la Tierra en más peligro que nunca y que Noh-Varr es el nuevo protector del planeta. Luego, la Inteligencia Suprema le otorga el poder necesario para llevar a cabo su misión en forma de un conjunto de Nega-Bands, más avanzados que los que usa el Capitán Marvel. Las bandas también le proporcionan un nuevo disfraz y evitan que los Vengadores Oscuros detecten su presencia. Después de encontrar a Annie y agradecerle por su ayuda, se teletransporta. Sin embargo, sin que Noh-Varr lo supiera, estaba siendo observado por el Capitán América (Bucky) y Steve Rogers, quienes están tratando de determinar si podría ser un aliado potencial contra Osborn.

### Consecuencias
Noh-Varr aparece más tarde como el nuevo héroe disfrazado, Protector, en la última parte de Ms. Marvel vol. 2#50. Teniendo lugar después de un período de tiempo indefinido después de los eventos de Dark Avengers Annual #1, se ve a Noh-Varr y Annie viajando juntos. Una mujer no identificada, que lleva una armadura de batalla de alta tecnología, del futuro ha localizado a Noh-Varr y el tiempo pasa para "probar" a Noh-Varr. Noh-Varr se transforma en Protector y lucha contra la mujer. La mujer se da cuenta de que ha conocido a un Protector más joven y más débil de lo esperado y, antes de matar a los civiles, es derribada por Protector. Se revela que el agresor ahora desenmascarado es una Annie mayor, y le dice a Noh-Varr "todo tendrá sentido... algún día" antes de fijarse en otro Noh-Varr y el tiempo se escapa.

### Era heroica
Noh-Varr es reclutado por el equipo de los Vengadores para ayudarlos a construir una máquina del tiempo para salvar el futuro. Tony Stark intenta contratarlo debido a su vasto conocimiento para "desatar su mente alienígena en el mundo", lo que Noh-Varr rechaza, habiendo prometido mantener los secretos de la tecnología Kree fuera de la economía de la Tierra. En poco tiempo, Noh-Varr crea un visor continuo espacio-temporal que permite a los Vengadores ver innumerables futuros posibles, incluidos MC2, Marvel 2099, Días del futuro pasado y La Era de Apocalipsis, antes de ver colapsar la corriente temporal. Luego, Noh-Varr ayuda a los Vengadores a luchar contra un enojado Hombre Maravilla, quien está convencido de que la reforma de los Vengadores es un error. Poco después, son atacados por un futuro Apocalipsis perdido en el tiempo y sus cuatro jinetes, que consisten en héroes corruptos, incluidos la Bruja Escarlata, Spider-Man y Wolverine. Posteriormente, Noh-Varr logra calmar a Spider-Man, que se lamenta de su posible futuro, con una broma antes de partir con algunos miembros del equipo para construir una nueva máquina del tiempo. Habiendo viajado al futuro con Wolverine, el Capitán América y Iron Man, son rápidamente derrotados por un posible futuro equipo de Vengadores y llevados ante su líder Maestro, quien está feliz de verlos, ya que está trabajando con una versión futura de Tony Stark.

### Fear Itself
Durante la historia de Fear Itself, Noh-Varr llega a Brasil con Spider-Woman y Ms. Marvel para ayudar a Red She-Hulk a luchar contra Hulk, quien se transformó en Nul: Breaker of Worlds.

### Avengers vs. X-Men
Durante la historia de Avengers vs. X-Men, Noh-Varr localiza una base secreta de A.I.M. Los Vengadores se reúnen donde eliminan la base y arrestan a Monica Rappaccini y al resto de los científicos de A.I.M. que escaparon tras la derrota de Osborn. Después de la batalla, Noh-Varr se comunica con la Inteligencia Suprema del Imperio Kree, quien le informa sobre la llegada de la fuerza Fénix y le ordena interceptarla y contenerla a toda costa... incluso si eso significa eliminar a sus compañeros de equipo Vengadores. En el espacio, después de que los Vengadores no lograron detener al Fénix, Noh-Varr analiza el motivo de su fracaso y descubre que el martillo Mjolnir de Thor puede dañar y absorber la esencia del Fénix. Antes de que el equipo pueda celebrar, Noh-Varr declara que llevará la energía recolectada de regreso al Kree. Mientras los Vengadores se despiertan en su nave espacial dirigiéndose a un sol e intentan escapar de la muerte, Noh-Varr lleva la energía del Fénix a la Inteligencia Suprema. Sin embargo, la Inteligencia Suprema declara que la energía no se utilizará para salvar la Tierra. Noh-Varr se vuelve contra la Inteligencia Suprema y escapa con la energía. Los Vengadores se encuentran con él, toman la energía y lo declaran enemigo del equipo y le dicen que nunca regrese a la Tierra. Noh-Varr se queda en Hala huyendo de los Kree para salvar su vida.

### Marvel NOW!
Noh-Varr aparece más tarde en la serie Young Avengers como parte de Marvel NOW! donde se reconcilia con el equipo con el que se enfrentó durante Civil War: Young Avengers/Runaways. En lugar de huir de la Tierra, estableció una base en un satélite que orbita la Tierra donde recupera su identidad como Marvel Boy y comienza una relación con Hawkeye. A lo largo de la serie, lucha por asimilarse completamente a la cultura de la Tierra, aunque su conocimiento de la tecnología alienígena, como un par de pistolas de energía que empuña durante la batalla y el arco láser que le da a Hawkeye, le dan una ventaja significativa. Su nave espacial sirve como principal fuente de transporte del equipo. Se representa a Noh-Varr fascinado por la música terrestre, incluido el pop, el rock y el country (lo que lo inspira a dejarse crecer brevemente una barba similar a la de Kenny Rogers), sin embargo, con frecuencia describe su canción favorita como Be My Baby del trío de R&B The Ronettes. Marvel Boy se une oficialmente a los Jóvenes Vengadores cuando Hawkeye le pide que la ayude a ella y a sus compañeros de equipo a enfrentar el parásito interdimensional conocido como Madre. Su relación con Hawkeye se cuestiona cuando se revela que la ex asociada de Loki, Leah, que trabaja para Madre, ha reclutado a tres de sus antiguas amantes, Merree, Oubliette y Annie, para formar parte de su equipo de superpoderes. Noh-Varr decide romper con Hawkeye para estar con Oubilette pero, cuando se revela que el equipo de Leah no es más que construcciones basadas en la culpa, Marvel Boy intenta, sin éxito, recuperar a Kate. Después de derrotar a Madre de una vez por todas, Noh-Varr es DJ en la fiesta celebrada por Loki en honor de los Jóvenes Vengadores. En la fiesta, él intenta reconciliarse con Hawkeye, pero ella le niega la oportunidad de terminar las cosas en buenos términos, lo que le hace concluir que debe dejar de pensar en el pasado para poder seguir adelante.
Volviendo a dedicarse al heroísmo, Noh-Varr pone su mirada en reconstruir el imperio Kree, ofreciendo sus servicios a la Familia Real Inhumana. Los lleva a las ruinas de Hala y predice que investigar los orígenes de las especies inhumanas puede proporcionarles una forma de sobrevivir tras la destrucción de la Niebla Terrigena. Durante su misión, el equipo es atacado por Ronan el Acusador, quien usa su tecnología avanzada para crear una proyección psíquica de Hawkeye, quien reprende a Noh-Varr por desperdiciar su amor por Oubilette, una chica que ni siquiera existía. Él se disculpa con ella y admite que no confiaba lo suficiente en su propio corazón como para creer que ella realmente quería estar con él. Cuando ella lo insulta más, Noh se da cuenta de que Ronan lo ha atrapado y usa su propia tecnología para escapar. Noh-Varr se queda con los Inhumanos y casi es asesinado por un Progenitor, pero puede curarse gracias a su ADN infundido con cucarachas y permanece con la Familia Real en Artican, su nueva base ubicada en la Luna.
Noh-Varr se unió más tarde a los Guardianes de la Galaxia. Está en una relación con su compañero Guardián Hércules.
A raíz de la historia de "Empyre", Noh-Varr representa a los Kree cuando Super-Skrull se reúne con Nova y los representantes de los Badoon, los Kymellians, los Zn'rx, los Shi'ar, los Spartaxians, los Chitauri y un extraterrestre del planeta Silnius. Cuando No-Varr se dirige al baño, encuentra al Emperador Stote de Zn'rx muriendo en el suelo mencionando un cambiaformas. El subalterno Skrull Val-Korr lo acusa de asesinato, lo que provocó que Noh-Varr actuara en defensa propia. Super-Skrull menciona las acciones de Noh-Varr al resto del Consejo Galáctico mientras Nova llama a los Guardianes de la Galaxia para investigar el asesinato del Emperador Stote.

## Poderes y habilidades
Noh-Varr es un Kree (aunque de otro universo) que ha sido mejorado con ADN de insectos. Ha demostrado reflejos mejorados, velocidad, fuerza y resistencia mucho más allá de lo que es capaz de un humano normal y un Kree estándar. Es capaz de modificar el trazado de sus impulsos neurológicos para evitar experimentar dolor físico, e incluso suprimir cualquier estímulo que quiera, haciendo de él un duro adversario en batalla. En Civil War: Jóvenes Vengadores / Runaways despeja su mente bloqueando todo lo no relacionado con la lucha, lo que le permitió derrotar a Xavin, Karolina Dean, Wiccan y Hulkling en 5 segundos.
Además, Noh-Varr tiene "triples articulaciones", lo que permite hazañas extremas de contorsión y la capacidad de sobrevivir a lo que de otro modo serían fuerzas aplastantes. Noh-Varr también puede escalar incluso las superficies más lisas, incluidas paredes verticales, ventanas de vidrio y techos. Noh también es capaz de realizar viajes aéreos a velocidad de escape sin la ayuda de propulsión impulsada por sus propios medios, también puede emitir ráfagas de energía desde sus manos a voluntad.
Cuando es necesario, puede digerir cualquier sustancia orgánica sin efectos adversos. Como resultado, puede comer alimentos podridos o venenosos, así como también productos no alimentarios (p. ej., cartón, papel, etc.). Utiliza esta capacidad para recuperarse de heridas o estrés extremo.
La saliva de Noh-Varr contiene propiedades nanoactivas que infectan los cuerpos y las mentes de quienes tocan. Esto provoca alucinaciones y le permite a Noh-Varr cierto grado de control psíquico. Sus uñas pueden convertirse en una punta cristalina mortal. Noh-Varr puede insertar este clavo en un oponente y dejarlo explotar, matando al objetivo y causando grandes daños al área circundante o romperlo y arrojarlo a un adversario como un ataque a distancia. También tienen efectos tóxicos dependiendo de la inclinación de Noh-Varr. Marvel Boy también parece capaz de volar por sus propios medios, además de poseer autosuficiencia. poder sobrevivir en el espacio sin necesidad de alimento físico ni comodidades.
Más tarde, Marvel Boy mostró explosiones de conmoción cerebral emitidas a mano de un tipo de energía desconocido mientras luchaba contra los drones con patrones genéticos de Vox Supremes.
En Dark Avengers Annual #1, Noh-Varr se pone en contacto con su gente y recibe un par de Nega-Bandas junto con un nuevo disfraz y habilidades completamente nuevas. Como la tecnopatía, la conjuración de aparatos, la teletransportación, la interacción holográfica computarizada y similares. Además de una serie de funciones de Band en el universo relacionadas con el vuelo, la mejora física y la manipulación de energía. Más tarde, Ronan el Acusador se los lleva después de su última misión con los Nuevos Vengadores por traicionar la Inteligencia Suprema del universo principal.
Noh-Varr también tiene acceso a una amplia variedad de tecnología Kree avanzada, incluido armamento de alta tecnología como granadas autorreplicantes, pistolas de plasma, brazaletes que cambian de forma llamados Nega-Gauntlets que se convierten en hojas de afeitar, cañones de mano que canalizan diversos tipos de energía y pueden iniciar el desplazamiento transmateria con otros usuarios de guanteletes. Junto con naves espaciales impulsadas por la imaginación y un "campo de batalla de bolsillo" que puede simular entornos de combate únicos para el usuario ajustando la física local.
Noh-Varr es un experto en las ciencias de los viajes interdimensionales y extradimensionales. Puede construir y operar dispositivos para ver y atravesar la corriente temporal y las dimensiones alternativas.

## En otros medios

### Videojuegos
- Noh-Varr aparece como un personaje jugable en el videojuego Marvel Avengers Academy, con la voz de Andy Field.[51]
- Noh-Varr/Protector aparece como personaje jugable en el videojuego Lego Marvel Vengadores.[52]

## Ediciones recopiladas
| Título     | Material recolectado     | Fecha de Publicación | ISBN           |
| ---------- | ------------------------ | -------------------- | -------------- |
| Marvel Boy | Marvel Boy (vol. 2) #1-6 | Julio 2001           | 978-0785107811 |